# کیم جون-هو
کیم جون-هو (انگلیسی: Kim Jun-ho؛ زادهٔ ۲۶ مهٔ ۱۹۹۴) شمشیرباز اهل کره جنوبی است.